# Kanbara-juku
Kanbara-juku (jap. 蒲原宿 Kanbara-juku) – piętnasta z 53 stacji szlaku Tōkaidō, położona obecnie w mieście Shizuoka.

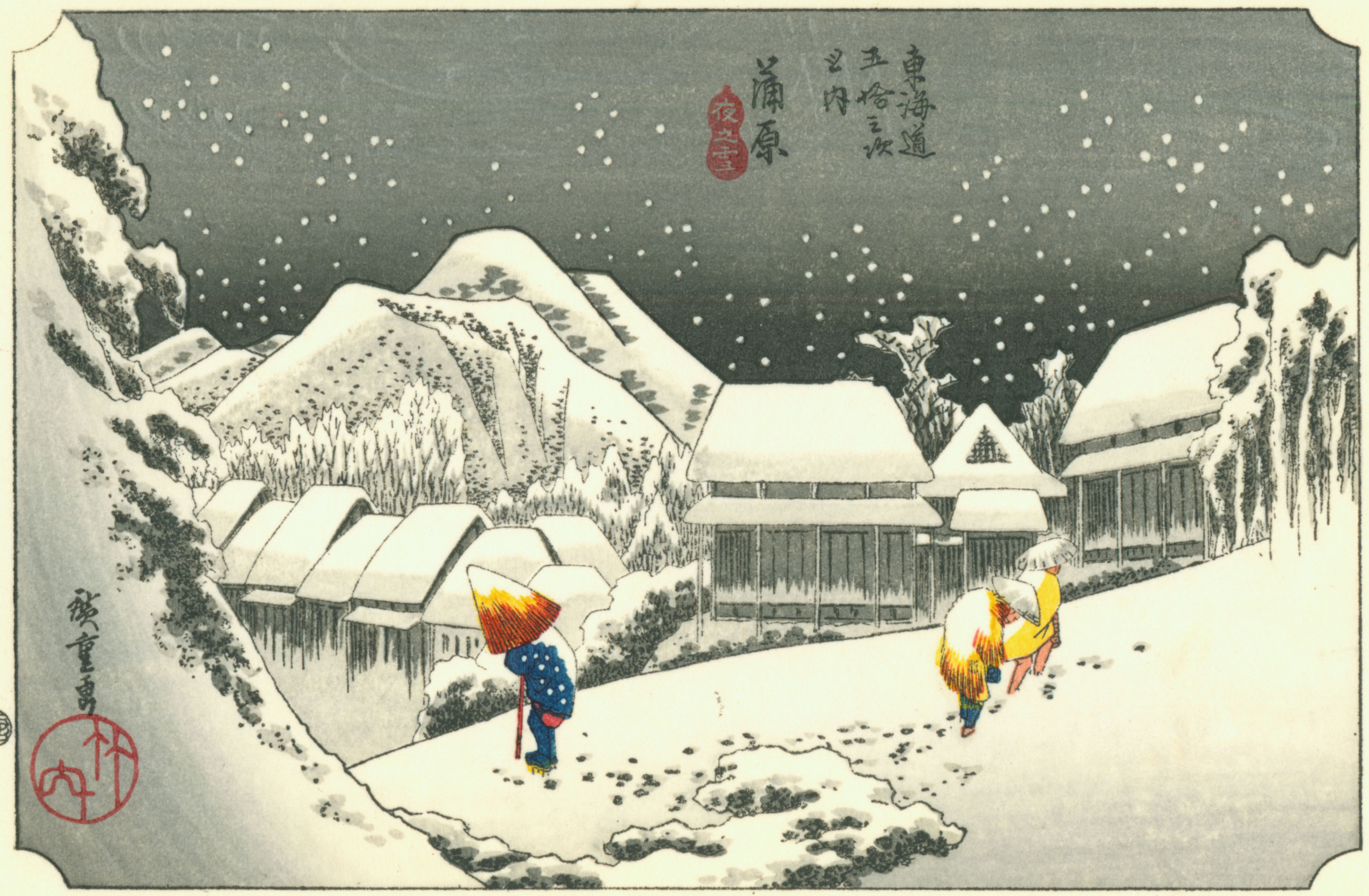
Stacja w latach 30. XIX wieku, Hiroshige Andō

Oryginalna shukuba została zniszczona przez powódź na początku okresu Edo, ale  wkrótce potem została odbudowana.